# Campeonato Nacional Universitario Voleibol de playa Chile
El Campeonato Nacional Universitario de Voleibol de Playa es la máxima competición universitaria de voleibol de playa en Chile. Es organizado cada año  por la Federación Nacional Universitaria de Deportes (FENAUDE). 
Este deporte es una de las disciplinas más nuevas en el programa de FENAUDE y según su posición se determinan los clasificados para Juegos Sudamericanos Universitarios de Playa organizado por la Confederación Sudamericana Universitaria de Deportes o el Campeonato Mundial Universitario de voleibol de playa organizado por la Federación Internacional de Deportes Universitario (FISU).
Su sede se postula a principio de temporada y se define por votación en las asambleas anuales 
, la Ciudad de Iquique capital de la Región de Tarapacá, en el Norte Grande de Chile es que la que más veces ha recibido el certamen nacionales a través de la Universidad Arturo Prat aprovechando la infraestructura de los Juegos Bolivarianos de Playa de 2016 y los paisajes naturales que ofrece la ciudad. 
Universidad Católica del Norte  y Universidad Católica del Norte  son los vigentes campeones en femenino y masculino respectivamente.

## Palmarés

### Femenino
| Año  | Sede                         | Organizador             | Oro                                                                                | Plata                                                                              | Bronce                                                           |
| ---- | ---------------------------- | ----------------------- | ---------------------------------------------------------------------------------- | ---------------------------------------------------------------------------------- | ---------------------------------------------------------------- |
| 2016 | Iquique · ( Chile)           | Universidad Arturo Prat | Francisca Delgado Graciela Delgado Universidad Católica de la Santísima Concepción | Catalina Melo Catalina Zimmermann Universidad de Chile                             |                                                                  |
| 2017 | Iquique · ( Chile)           | Universidad Arturo Prat | Natalia De Passier María Josefina Vélez Pontificia Universidad Católica de Chile   | Francisca Delgado Graciela Delgado Universidad Católica de la Santísima Concepción | Francisca Donoso Javiera Escudero Universidad Católica del Norte |
| 2018 | Iquique · ( Chile)           | Universidad Arturo Prat | Francisca Delgado Graciela Delgado Universidad Católica de la Santísima Concepción | Siuming Chang Jocelyn Peña Universidad Arturo Prat                                 | Paula Vallejos Josefa Izquierdo Universidad de Santiago de Chile |
| 2019 | Santiago de Chile · ( Chile) | Universidad de Chile    | Francisca Donoso Javiera Escudero Universidad Católica del Norte                   | Paula Vallejos Josefa Izquierdo Universidad de Santiago de Chile                   | Pontificia Universidad Católica de Chile                         |

### Masculino
| Año  | Sede                         | Organizador             | Oro                                                                         | Plata                                                                   | Bronce                                                             |
| ---- | ---------------------------- | ----------------------- | --------------------------------------------------------------------------- | ----------------------------------------------------------------------- | ------------------------------------------------------------------ |
| 2016 | Iquique · ( Chile)           | Universidad Arturo Prat | Antonio Bories Dieter Lararge Pontificia Universidad Católica de Valparaíso | José Verdejo Ignacio Zavala Universidad de Chile                        |                                                                    |
| 2017 | Iquique · ( Chile)           | Universidad Arturo Prat | Ignacio Zavala Pablo Prieto Universidad de Chile                            | Claudio Olivares Tomás Reyes Pontificia Universidad Católica de Chile   | Cristian Arquero Francisco Escudero Universidad Católica del Norte |
| 2018 | Iquique · ( Chile)           | Universidad Arturo Prat | Dieter Large Brayan Martínez Pontificia Universidad Católica de Valparaíso  | Claudio Olivares Alfonso Rojas Pontificia Universidad Católica de Chile | Pablo Orozco Tomás Reyes Pontificia Universidad Católica de Chile  |
| 2019 | Santiago de Chile · ( Chile) | Universidad de Chile    | Alfonso Rojas Tomás Reyes Pontificia Universidad Católica de Chile          | Ignacio Zabala Pablo Prieto Universidad de Chile                        | Pontificia Universidad Católica de Chile                           |